# Phare de Quatsino
Le phare de Quatsino est un phare érigé sur Kains Island dans l'entrée du Quatsino Sound, sur la côte nord-ouest de l'île de Vancouver, dans le District régional de Mount Waddington (Province de la Colombie-Britannique), au Canada.
Ce phare est géré par la Garde côtière canadienne .

## Histoire
La station de signalisation avait été établi en 1907 avec une lumière provisoire. Puis une maison en bois de deux étages, avec une lanterne au centre du toit, a pris le relais. En 1923, le phare a été doté d'une corne de brume.

## Description
Le phare est une tour cylindrique blanche, avec galerie et sans lanterne, de 7,5 m de haut. Elle est adossée à un bâtiment de corne de brume d'un étage.
Il émet, à une hauteur focale de 28 m, un éclat blanc toutes les 5 secondes. Sa portée nominale n'est pas connue.
Cette station légère est pourvue de personnel résident dans une maison de deux étages. Elle se trouve à environ 55 km au sud-est du phare de Cape Scott. L'île n'est accessible qu'en bateau.
Identifiant : ARLHS : CAN-423 - Amirauté : G-5178 - NGA : 14276 - CCG : 0068 .

## Caractéristique duFeu maritime
Fréquence : 5 secondes (W)
- Lumière : 0.1 seconde
- Obscurité : 4.9 secondes

### Lien connexe
- Liste des phares de la Colombie-Britannique